# Championnat du monde féminin de hockey sur glace 1990
Navigation
Championnat du monde 1992
Le premier championnat du monde de hockey sur glace féminin s'est déroulé du 19 au 25 mars 1990 dans la ville d'Ottawa au Canada.

## Contexte
Les huit nations participant à cette première édition ont été mises dans deux poules de quatre. Le premier tour a consisté en une rencontre entre chacun des équipes du groupe puis pour le second tour les quatre nations sont divisées en deux groupes selon le classement et vont jouer des play-offs.

## Premier tour

### Groupe A
Résultats
| Équipe    | Can. | Suè. | All. | Jap. |
| --------- | ---- | ---- | ---- | ---- |
| Canada    |      | 15–1 | 17–0 | 18–0 |
| Suède     | 1–15 |      | 7–0  | 11–4 |
| Allemagne | 0–17 | 0–7  |      | 4–1  |
| Japon     | 0–18 | 4–11 | 1–4  |      |

Classement
|   | Équipe    | PJ | V | N | D | BP | BC |
| - | --------- | -- | - | - | - | -- | -- |
| 1 | Canada    | 3  | 3 | 0 | 0 | 50 | 1  |
| 2 | Suède     | 3  | 2 | 0 | 1 | 19 | 19 |
| 3 | Allemagne | 3  | 1 | 0 | 2 | 4  | 25 |
| 4 | Japon     | 3  | 0 | 0 | 3 | 5  | 33 |

### Groupe B
Résultats
| Équipe     | U.S.A. | Fin. | Sui. | Nor. |
| ---------- | ------ | ---- | ---- | ---- |
| États-Unis |        | 5–4  | 16–3 | 17–0 |
| Finlande   | 4–5    |      | 10–0 | 10–1 |
| Suisse     | 3–16   | 0–10 |      | 8–3  |
| Norvège    | 0–17   | 1–10 | 3–8  |      |

Classement
|   | Équipe     | PJ | V | N | D | BP | BC |
| - | ---------- | -- | - | - | - | -- | -- |
| 1 | États-Unis | 3  | 3 | 0 | 0 | 38 | 7  |
| 2 | Finlande   | 3  | 2 | 0 | 1 | 24 | 6  |
| 3 | Suisse     | 3  | 1 | 0 | 2 | 11 | 29 |
| 4 | Norvège    | 3  | 0 | 0 | 3 | 4  | 35 |

## Second tour

### Groupe pour la cinquième place
Les matchs ont eu lieu les 24 et 25 mars.
Tour de qualification
- Suisse 5–4 Japon
- Allemagne 3–6 Norvège

Match pour la septième place
- Allemagne 9–2 Japon

Match pour la cinquième place
- Suisse 7–6 Norvège

### Groupe pour la médaille d'or
Les matchs ont eu lieu les 24 et 25 mars.
Tour de qualification
- États-Unis 10–3 Suède
- Canada 6–5 Finlande

Match pour la médaille de bronze
- Finlande 6–3 Suède

Match pour la médaille d'or
- Canada 5–2 États-Unis

## Bilan

### Classement final
|        | Équipe     |
| ------ | ---------- |
| Or     | Canada     |
| Argent | États-Unis |
| Bronze | Finlande   |
| 4      | Suède      |
| 5      | Suisse     |
| 6      | Norvège    |
| 7      | Allemagne  |
| 8      | Japon      |

### Classement des joueuses
Nota : B : buts, A : aides et P : points.
|   | Joueuses       | Équipe     | B  | A  | P  |
| - | -------------- | ---------- | -- | -- | -- |
| 1 | Cindy Curley   | États-Unis | 11 | 12 | 23 |
| 2 | Tina Cardinale | États-Unis | 5  | 10 | 15 |
| 3 | Cammi Granato  | États-Unis | 9  | 5  | 14 |
| 4 | Kim Urech      | Suisse     | 8  | 6  | 14 |
| 5 | Angela James   | Canada     | 11 | 2  | 13 |

## Sources
- (de) Cet article est partiellement ou en totalité issu de l’article de Wikipédia en allemand intitulé « Eishockey-Weltmeisterschaft 1990 » (voir la liste des auteurs).